# Людвиново (Вилейский район)
Людвиново (бел. Людвінова) — агрогородок в Вилейском районе Минской области Белоруссии, центр Людвиновского сельсовета. Население 832 человека (2009). До 2013 года входил в состав Костеневичского сельсовета, в 2013 году центр сельсовета был перенесён из деревни Костеневичи в Людвиново.

## География
Агрогородок находится в 26 км к северо-востоку от райцентра, города Вилейка. Людвиново стоит на правом берегу реки Сервечь рядом с местом, где она впадает в северо-восточную оконечность Вилейского водохранилища. Местные дороги ведут в Костеневичи, Костыки и Долгиново.

## История
С 1793 года после второго раздела Речи Посполитой Людвиново, как и вся Вилейщина, входила в состав Российской империи, был образован Вилейский уезд в составе сначала Минской губернии, а с 1843 года — Виленской губернии, в 1866 году деревня насчитывала 165 жителя.
После подписания Рижского мирного договора (1921) Людвиново оказалась в составе межвоенной Польши, гмины Костеневичи Вилейского повета Новогрудского воеводства, а с 1926 года — Виленского воеводства. В 1931 году здесь было 14 жителей

## Достопримечательности
- Руины водяной мельницы на Сервечи (конец XIX — начало XX века)[3]